# 迪松
迪松（法語：Dison，法語發音：[dizɔ̃]）是比利时瓦隆大区列日省韋爾維耶區的一个市镇，位于韦斯德尔河右岸，通行法语，是比利时法语社群的一部分，人口15,405人（2018年1月1日）。